# Gwanda
Gwanda je glavni grad zimbabveanske pokrajine Matabeleland South. Nalazi se 90 km sjeverno od granice s Bocvanom i 100 km jugoistočno od Bulawayoa. Grad je glavni centar uzgoja i trgovine stokom u jugozapadnom Zimbabveu. Oko Gwande se nalaze rudnici zlata, azbesta i kroma.
Gwanda je 2002. imala 13.363 stanovnika.